# 극장판 5등분의 신부
극장판 5등분의 신부(映画 五等分の花嫁, The Quintessential Quintuplets Movie)는 일본에서 제작된 진보 마사토 감독의 2022년 애니메이션, 드라마 영화이다. 마츠오카 요시츠구 등이 주연으로 출연하였다.

## 출연

### 주연
- 마츠오카 요시츠구 - 우에스기 후타로 목소리 역
- 하나자와 카나 - 나카노 이치카 목소리 역
- 타케타츠 아야나 - 나카노 니노 목소리 역
- 이토 미쿠 - 나카노 미쿠 목소리 역
- 사쿠라 아야네 - 나카노 요츠바 목소리 역
- 미나세 이노리 - 나카노 이츠키 목소리 역